# Caesiumtetrachloroaurat
Caesiumtetrachloroaurat, nach IUPAC Caesiumtetrachloridoaurat, ist eine anorganische Verbindung aus der Gruppe der Tetrachloroaurate und das Caesiumsalz der Tetrachlorogoldsäure.

## Herstellung
Analog zur Herstellung von Tetrachloroauraten quartärer Ammoniumionen, die aus Tetrachlorogoldsäure und einem entsprechenden Chlorid hergestellt werden, kann Caesiumtetrachloroaurat aus Tetrachlorogoldsäure und Caesiumchlorid hergestellt werden.

## Eigenschaften
Caesiumtetrachloroaurat bildet orangefarbene Nadeln und kristallisiert im monoklinen Kristallsystem in der Raumgruppe C2/c (Raumgruppen-Nr. 15) mit den Gitterparametern a = 12,923 Å; b = 6,1715 Å, c = 9,6512 Å und β = 105,049 ° sowie 4 Formeleinheiten pro Elementarzelle. Das Kristallgitter besteht aus Caesium-Kationen und quadratisch planaren Tetrachloroaurat-Ionen.